# Bileiydhoo
Bileiydhoo är en ö i Norra Nilandheatollen i Maldiverna.  Den ligger i administrativa atollen Faafu, i den centrala delen av landet, 130 km sydväst om huvudstaden Malé.